# Belarus A3523i

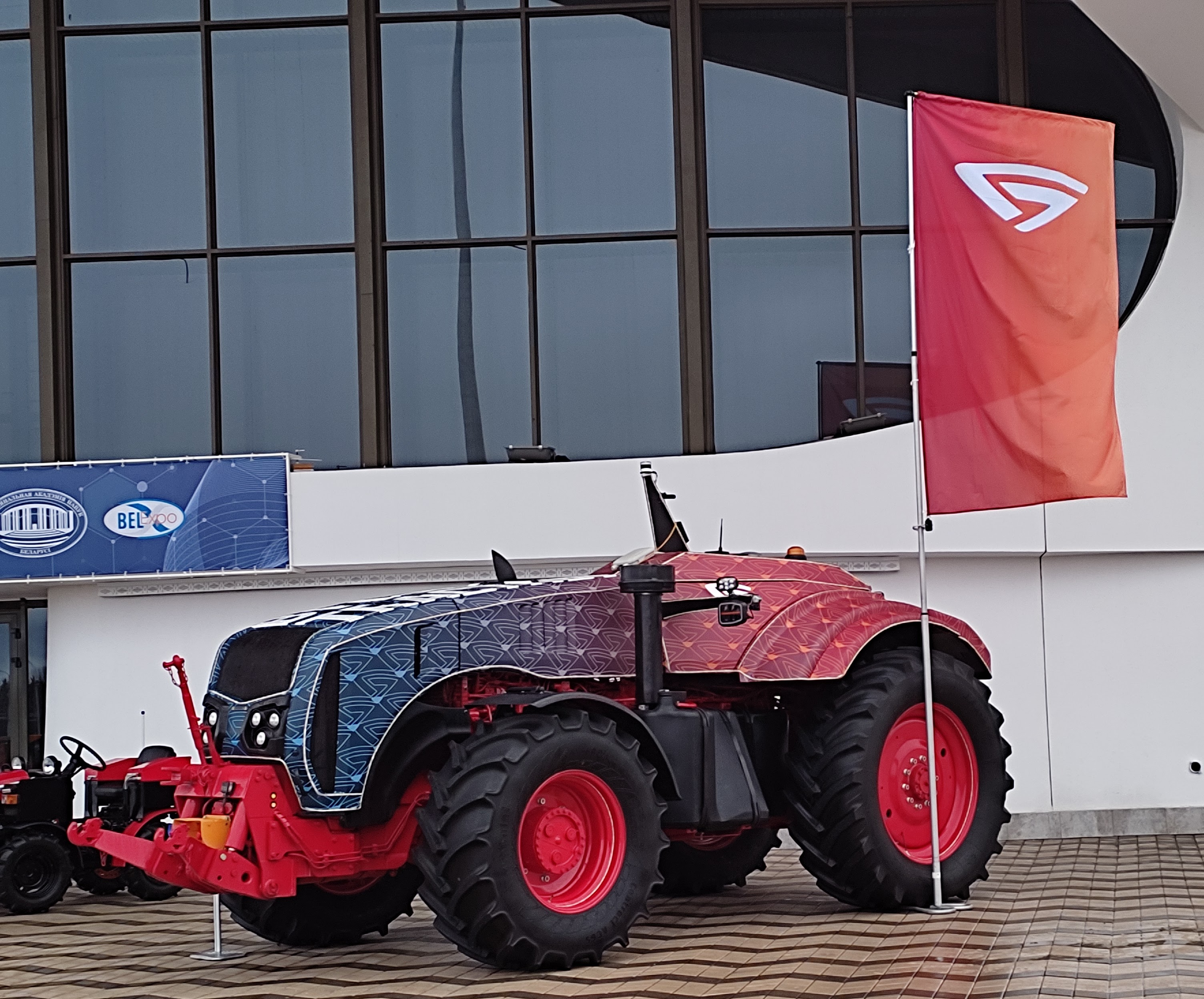
На выставке «Беларусь интеллектуальная», БелЭкспо, 20 января 2023.

Belarus A3523i — белорусский прототип беспилотного трактора. Аппарат разрабатывался совместными усилиями инженеров Управления конструкторско-экспериментальных работ № 1 Минского тракторного завода и специалистов Объединённого института машиностроения Национальной академии наук Белоруссии. Показ беспилотника прошёл 20 мая 2021 года на 75-летие МТЗ.
Создан на базе трактора семейства 3522/3525. Трактор оснащён дизельно-электрической (гибридной) силовой установкой мощностью 350 л. с. и электромеханической трансмиссией. В конструкции применена электромеханическая бесступенчатая трансмиссия, которая исключила прямую кинематическую связь дизельного двигателя с ведущими колесами, что позволило реализовать частоту вращения и момент в режиме максимальной топливной эффективности. Машина оснащена GPS-навигацией и системой точного земледелия компании Topcon. Применена инфраструктура высокоскоростной передачи данных посредством 5G-технологии компании ООО «Облачные технологии».
Трактор предназначен для выполнения сформированных оператором заданий, которые могут передаваться удаленно через сотовую связь или же на съёмном носителе.
Беспилотный уборочный трактор может работать круглосуточно, что позволяет уложиться в более короткие сроки.
Для массового внедрения беспилотных тракторов нужны цифровые карты полей, устойчивый сигнал 5G, и профессиональные кадры.